# Baba (personage)
Baba is een hoofdpersonage uit de stripreeks Roodbaard van Jean-Michel Charlier en Victor Hubinon.
Baba is een grote sterke Afrikaan, afkomstig uit een van de landen rond de Golf van Guinee. Hij werd ontvoerd door een slavenhandelaar en in de nieuwe wereld verkocht. Lange tijd leidde hij een slavenbestaan op een Amerikaanse plantage, totdat hij door de piraat Roodbaard werd bevrijd. Sindsdien is hij een van de vertrouwelingen van de gevreesde kaperkapitein, naast Driepoot en Roodbaards aangenomen zoon Erik. Zijn zus Aïcha was een slavin in Algiers, die werd gedood nadat ze Erik had geholpen uit de stad te vluchten.
Hij is groot, bijzonder sterk en zwemt als een dolfijn. Hij kan de "r" niet uitspreken, wat niet wil zeggen dat hij niet slim is, want hij heeft vaak goede ideeën en een sterk tactisch inzicht. Daarom laten Roodbaard en Erik de organisatie van een landaanval regelmatig aan Baba over.